# Post-black metal
Per post-black metal si intende una forma rinnovata del black metal tradizionale attraverso l'incorporazione di influenze da parte di altri generi musicali.
Dyal Petterson (giornalista per Metal Hammer, Record Collector Magazine e Terrorizer) nel suo libro Black Metal: evolution of the cult riconosce l’esistenza di questo sottogenere, ribadendone il concetto in un’intervista del 2016 

nella quale analizza come il black metal stia esplodendo ed implodendo contemporaneamente in tutte le direzioni, sottolineandone la duplice natura conflittuale da una parte legata al tradizionalismo (che si concentra sull’esplorare ciò che già è stato fatto) e dall’altra volta alla sperimentazione di nuove soluzioni (dando vita anche al sottogenere post-black metal).
È sempre del 2016 la classifica ospitata da Metal Hammer (i 10 album post-black metal essenziali) a firma di Tom O' Boyle nel quale viene ripreso il suddetto neologismo.
Nonostante diverse correnti musicali siano a volte riconosciute con l’etichetta di post-black metal (come avviene con il post-rock e lo shoegaze o con l'avant-garde metal), la definizione più appropriata del termine è quella di una musica nella quale gli elementi chiave del black metal sono i principali soggetti della sperimentazione. 
 Similmente a quanto avviene con il post-rock ed il post-metal non è da intendersi come una vera e propria scena musicale ma più come un ombrello di genere che accomuna artisti anche molto diversi fra loro,

i quali non necessariamente si riconoscono nei costumi e nelle ideologie tipiche del genere di discendenza.

La strumentazione del post-black metal è quella tipica della musica metal: chitarra, basso, batteria, voce e a volte tastiere. I principali gruppi riconducibili a questo genere sono Agalloch, Alcest, Nachtmystium, Wolves in the Throne Room, Sólstafir, Deafheaven, Ihsahn, Ulver, Arcturus, Enslaved, Thy Catafalque, Oranssi Pazuzu.